# Tubelord
Tubelord — альтернатив рок-группа из Лондона существовавшая с 2006 по 2012 года.
В 2009 году группа подписала контракт с независимым лейблом Hassle Records и 12 октября 2009 года они издали свой дебютный альбом Our First American Friends.

## История
Группа была сформирована Джозефом Прендергастом, Дэвидом Кэтмаром и Олэве Сондерсом в 2005 году, когда они все учились в Кингстонском колледже. В течение следующих трёх лет Tubelord выпустил несколько EP и синглов, а также устраивали концерты по всей Великобритании и Европе с такими группами, как This Town Needs Guns и Tellison. После очередного утомительного тура Олэв Сондерс покинул группу и был заменён на Шона Бамбергера. Позже, Tubelord выпустил свой дебютный альбом Our First American Friends, который был хорошо встречен критиками из Rock Sound, ThisisfakeDIY.com и BBC. В 2008/2009 группа отсылает американскому журналисту Майклу Азерраду (Michael Azerrad) свой сингл «I Am Azerrad», в которой есть строка «I kill today, I’ll kill you Azerrad» (Я убью сегодня, я убью тебя Азеррад), побуждая Азеррада связаться с группой и написать юмористическое эссе в Spin.
После очень успешного альбома Our First American Friends, группа начала работать с легендарным продюсером Стивом Альбини над следующем EP Tezcatlipōca. Мини-альбом терпит большие изменения в музыкальном направлении группы, к которой добавился четвёртый участник клавишник, Джеймс Эллиот Филд, а также вместо ушедшего басиста Шона Бамбергера приходит Том Коулсон-Смит. Tubelord продолжает менять жанр своей музыки в своём втором студийном альбоме r o m a n c e, который выпустился на Pink Mist почти через два года после их дебютной записи. В ноябре 2012 года, группа сообщает, что будет играть свой последний концерт на кануне Рождества.

## Дискография

### Альбомы
- Our First American Friends (2009)
- r o m a n c e (2011)

### EP
- Square EP (2007)
- Tezcatlipōca (2010)

### Синглы
- Feed Me A Box of Words (2008)
- Night Of The Pencils (2008)
- I Am Azerrad (2008)
- Propeller (2009)
- Stacey's Left Arm (2010)
- 4T3 (2011)
- My First Castle (2011)

### Сборники
- One For The Grandparents (2009)
- Pop Songs For Rock Kids (2013)

### Сплиты
- Split with Tellison (2008)